# Luis José de Orbegoso
Luis José de Orbegoso y Moncada-Galindo, de Burutarán y Morales, född 25 augusti 1795, död 5 februari 1847, var en aristokratisk peruvianisk soldat och politiker, som tjänstgjorde som den femte presidenten i Peru samt den första presidenten för Norra Peru. Detta var en tid av djup social instabilitet och fortsatt inbördeskrig som ledde till att hans regering samexisterade med Pedro Pablo Bermúdez, och senare med Felipe Santiago Salaverry.
Orbegoso föddes i Chuquizongo, Huamachuco, den 25 augusti 1795. Hans föräldrar var Justo de Orbegoso y Burutarán och Francisca Moncada-Galindo y Morales, 4:e grevinnan av Olmos. Orbegoso var därför den 5:e greven av Olmos. Han deltog tillsammans med José de San Martín i kriget för självständighet och i kriget mot Gran Colombia under regeringen José de La Mar. Efter kollapsen av Agustín Gamarras första regering valdes Orbegoso till president 1833, och vann över Pedro Pablo Bermúdez, som Gamarra hade föredragit som sin efterträdare.
Under sin regering led han av Gamarras fiendskap, som under sin exil hade stöttat Bermúdez i hans slutliga presidentskap. Orbegoso hade också att göra med den unge Felipe Santiago Salaverry, som störtade honom 1835. Orbegoso förlorade dock inte stödet från södra Peru och, med stöd av Bolivias dåvarande president, Andrés de Santa Cruz, återfick han sitt ledarskap i hela landet och avrättade Salaverry. Som motprestation för stödet han fått från Santa Cruz gick han med på att bilda det nya Peru-bolivianska konfederationen. Santa Cruz övertog konfederationens "högsta beskyddarskap" och Orbegoso upprätthöll endast presidentskapet i republiken Norra Peru.
Efter att ha blivit utmanövrerad av Gamarra, som hade stöd av Chile, var Orbegoso tvungen att överge landet. Han återvände senare men höll sig borta från politiken. Han dog i Trujillo den 5 februari 1847.